# Marie Veckova
Maruska Vecková, dite Marie Veckova ou parfois Marie Vecek, est une actrice tchèque, née le 7 août 1985 en Tchécoslovaquie

## Biographie
Maruska Vecková joue principalement dans des films d'horreur et des films érotiques saphiques.

## Filmographie
- 2004 : Ripper 2: Letter from Within
- 2005 : School of Surrender
- 2005 : Within
- 2005 : Run with Fear
- 2006 : Twisted Love
- 2006 : Demon's Claw
- 2006 : Bound Tears
- 2007 : The Slave Huntress
- 2007 : Mistress of Souls
- 2007 : On Consignment : la touriste
- 2008 : No Escape
- 2008 : Blood Countess 2
- 2009 : Caligula's Spawn
- 2009 : The Slave Huntress 2
- 2009 : Stories from Slave Life
- 2009 : On Consignment 2 : la femme de chambre
- 2010 : On Consignment 3 : la femme de chambre
- 2010 : Sold at Dawn
- 2010 : Slime Wave (série télévisée)
- 2011 : Slave Tears of Rome: Part One : Cupidon
- 2011 : Rocco's POV 7
- 2011 : Slime Wave 1
- 2012 : Girls, Girls, and... More Girls 2
- 2012 : Shackled Bounty : la serveuse (créditée comme Mia Me)
- 2012 : On Consignment 4 : la fille (créditée comme Mia Me)
- 2013 : Lesbian Oil Orgy 3
- 2014 : Lusty Young Lesbians 3
- 2014 : Late Night
- 2017 : Girl Obsession 2 (créditée comme Mia Knox)